# Avenida Massachusetts (Tranvía de San Diego)
La estación de la Avenida Massachusetts es una estación de la línea Naranja del Tranvía de San Diego en su intersección con la Avenida Massachusetts y Canton Drive. La estación cuenta con dos vías y una plataforma lateral. Ésta fue la primera estación del tranvía que llegó al este de los suburbios de San Diego.

## Conexiones
La estación no cuenta con ninguna conexión de buses, ya que la parada más cercana esta a cuatro cuadras de la Avenida Massachusetts.